# Kemmel Koerse
Kemmel Koerse is een jaarlijks terugkerende wielerwedstrijd in het West-Vlaamse Kemmel. Deze wedstrijd werd in 2020 voor het eerst en daarna jaarlijks in juni of juli verreden. Tot de organisatie van de wedstrijd behoort onder andere Thomas Joseph, zelf actief als wielrenner bij Minerva Cycling Team, een Belgisch continentale wielerploeg. De afstand bedraagt zo'n 160 kilometer in en om de gemeente.

## Lijst van winnaars

### Overwinningen per land
| Overwinningen | Land   |
| ------------- | ------ |
| 5             | België |

2020 · 2021 · 2022